# Gustav Henriksson
Gustav Niklas Henriksson (* 3. Februar 1998) ist ein schwedischer Fußballspieler.

## Karriere

### Verein
Henriksson begann seine Karriere beim Grebbestads IF. Im August 2014 wechselte er in die Jugend des IF Elfsborg. Im August 2018 stand er gegen den IFK Norrköping erstmals im Profikader von Elfsborg. Im September 2018 gab er sein Debüt in der Allsvenskan, als er am 23. Spieltag der Saison 2018 gegen den Hammarby IF in der Startelf stand. Bis Saisonende kam er zweimal zum Einsatz. In der Saison 2019 kam der Innenverteidiger zu 13 Einsätzen in der höchsten schwedischen Spielklasse. In der Saison 2020 absolvierte er 14 Partien, in denen er zwei Tore erzielte.
Im Februar 2021 wechselte Henriksson zum österreichischen Bundesligisten Wolfsberger AC, bei dem er einen bis Juni 2023 laufenden Vertrag erhielt. Für die Wolfsberger kam er bis zum Ende der Saison 2020/21 zu elf Einsätzen in der Bundesliga. Hatte er nach seiner Ankunft noch regelmäßig gespielt, so kam er in der Saison 2021/22 bis zur Winterpause nur zu einem Ligaeinsatz.
Daraufhin kehrte Henriksson im Januar 2022 wieder zu Elfsborg zurück, wo er einen Vertrag bis Dezember 2025 unterschrieb.

### Nationalmannschaft
Henriksson spielte zwischen September und November 2020 viermal für die schwedische U-21-Auswahl.